# Gymnothorax megaspilus
Gymnothorax megaspilus is een straalvinnige vissensoort uit de familie van murenen (Muraenidae). De wetenschappelijke naam van de soort is voor het eerst geldig gepubliceerd in 1995 door Böhlke & Randall.